# مارگریت اودو
مارگریت اودو (به فرانسوی: Marguerite Audoux) زاده ۷ ژوئیه ۱۸۶۳ - درگذشته ۳۱ ژانویه ۱۹۳۷) رمان‌نویس سده‌های نوزدهم و بیستم میلادی اهل فرانسه است.

## رمان‌ها

### ماری کلر
ماری کلر اولین رمان اودو است. او در این رمان بیشتر از باقی رمان‌هایش به زندگی‌نامه‌نویسی می‌پردازد. او از دوران کودکی و نوجوانی خود می‌گوید. قسمت اول رمان داستان مرگ مادرش، رفتن پدرش و ۹ سالی را که او در یتیم خانه صومعه Hôpital Général de Bourges گذراند، روایت می‌کند. این یک دوره تاریک بود، اما با حضور هدایتگر خواهر ماری-آیمی روشن‌تر شد. قسمت دوم رمان در مزرعه‌ای در Villevielle می‌گذرد، جایی که اولین کارفرمایان ماری کلر، استاد سیلوین و پائولین، چوپان جوان را با محبتی خوش قلب احاطه می‌کنند. در قسمت سوم، ماری کلر که اکنون یک زن جوان است، عاشق هنری دسلوا، برادر زن کشاورز که پائولین را دنبال می‌کرد، می‌شود. مادر مرد جوان ماری کلر را از دیدن دوباره پسرش منع می‌کند. ماری کلر به صومعه بازمی‌گردد، جایی که خواهر ماری-آیمه را قبل از عزیمت دوباره به پاریس می‌بیند.

### کارگاه ماری کلر
خیاطی‌ای که ماری کلر در آن کار پیدا کرد به عنوان یک خانواده بزرگ توصیف می‌شود. صاحبان آن‌ها، آقا و خانم دالینیاک و کارگرانی که وقتی خیاطی کار کافی برایشان نداشت مجبور به کار در کارخانه‌ها می‌شوند، وابستگی یکسانی به مشتریان خواستار و خسیس خیاطی دارند. و بنابراین، رمان هم یک پرتره اجتماعی است که دقیقاً شخصیت‌های کارگران را به تصویر می‌کشد و هم مجموعه ای از حکایات که طرح رمان را به جلو نگه می‌دارد. پس از مرگ صاحبان مغازه، خواننده نمی‌داند که آیا ماری کلر با کلمنت (برادر خانم دالیناک)، مردی که دوستش ندارد، ازدواج خواهد کرد یا خیر.

### از شهر تا آسیاب
آنت بووا در حالی که تلاش می‌کند تا دعوای پدر و مادرش را به هم بزند، از ناحیه لگن زخمی می‌شود و لنگ می‌زند. او عازم آسیاب عمویش می‌شود و به زودی برادران و خواهرانش که پدر و مادرش به دلیل جدایی‌شان به او سپرده‌اند، به آسیاب عمویش می‌رود. او در بیست سالگی قبول می‌کند که با یکی از دوستان برادرش به نام والیر که الکلی است و به او خیانت می‌کند زندگی کند. او در دوران بارداری او را ترک می‌کند و برای زایمان به پاریس می‌رود، اما کودک مرده به دنیا می‌آید. در پاریس او با خانواده اش جمع می‌شود، سپس پس از پایان جنگ، دوباره با والیر که در جنگ به شدت مجروح شده بود ملاقات می‌کند. او آماده است تا به او فرصتی دوباره بدهد.

### نور ملایم
دوس (مهربان) نام مستعار اگلانتین لومیر است. مادر دوس هنگام به دنیا آوردن او فوت کرد و باعث شد پدرش از ناامیدی خود را بکشد و پدربزرگ مادری‌اش به ناحق تلخی خود را در رابطه با این رابطه بر سر دختر جوان می‌کشد. دوس در کنار همسایه جوانش نوئل آرامش پیدا می‌کند و در طول زمان رابطه آنها به عشق تبدیل می‌شود. اما دوس قربانی کمپین شرورانه خانواده نوئل برای دور نگه داشتن عاشقان می‌شود. قهرمان که از تجربه‌اش آسیب دیده اما به خاطره نوئل وفادار مانده است، به پاریس بازمی‌گردد، جایی که با همسایه‌اش ژاک دوست می‌شود که از عشق ناراضی و سپس بیوه شده است. این زوج برای عشق تلاش می‌کنند اما شکست می‌خورند. ژاک عازم جنگ می‌شود. وقتی برگشت عقلش را از دست داده است.